# Su Crastu de Santu Eliseu

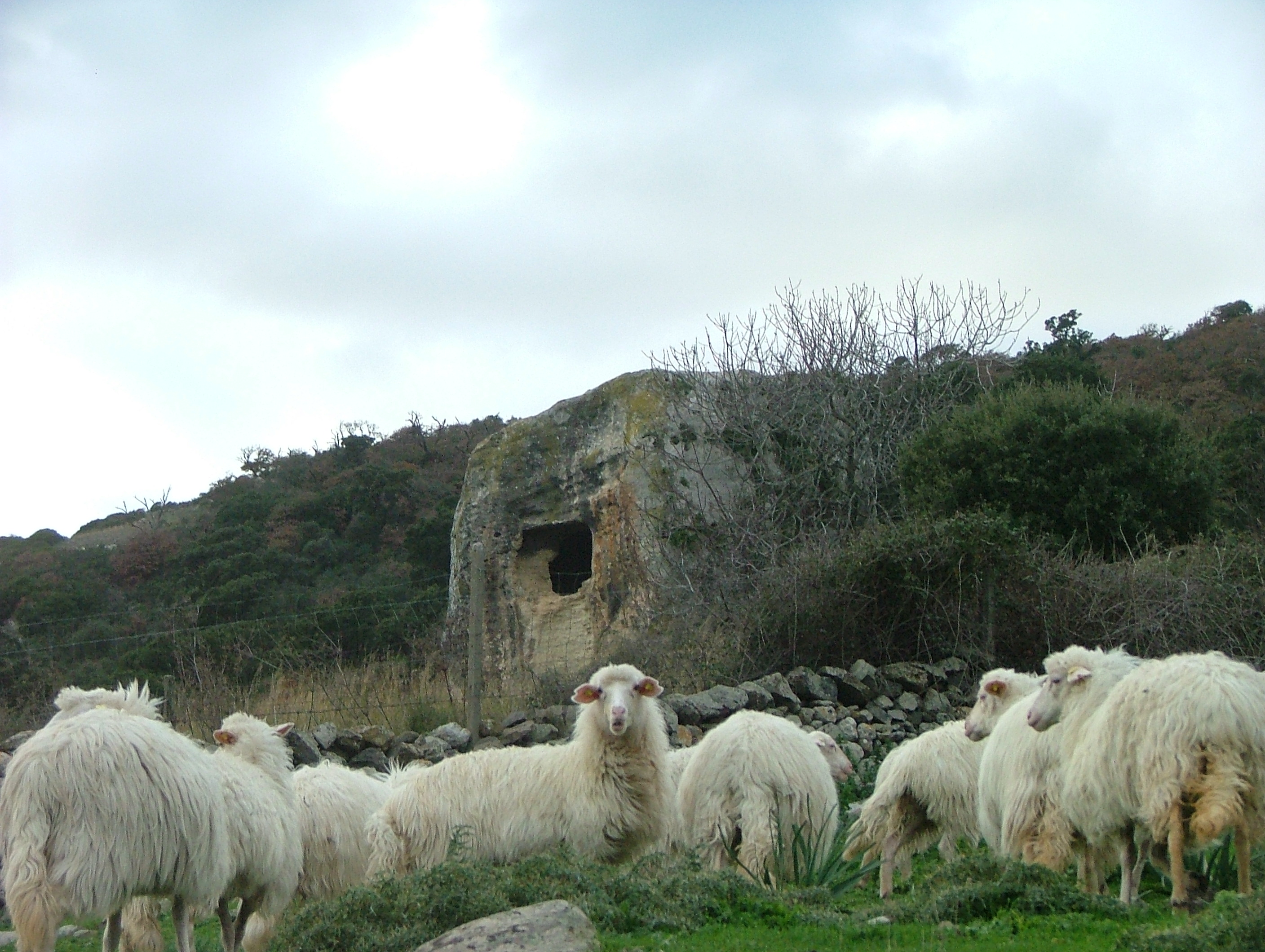
Su Crastu de Santu Eliseu

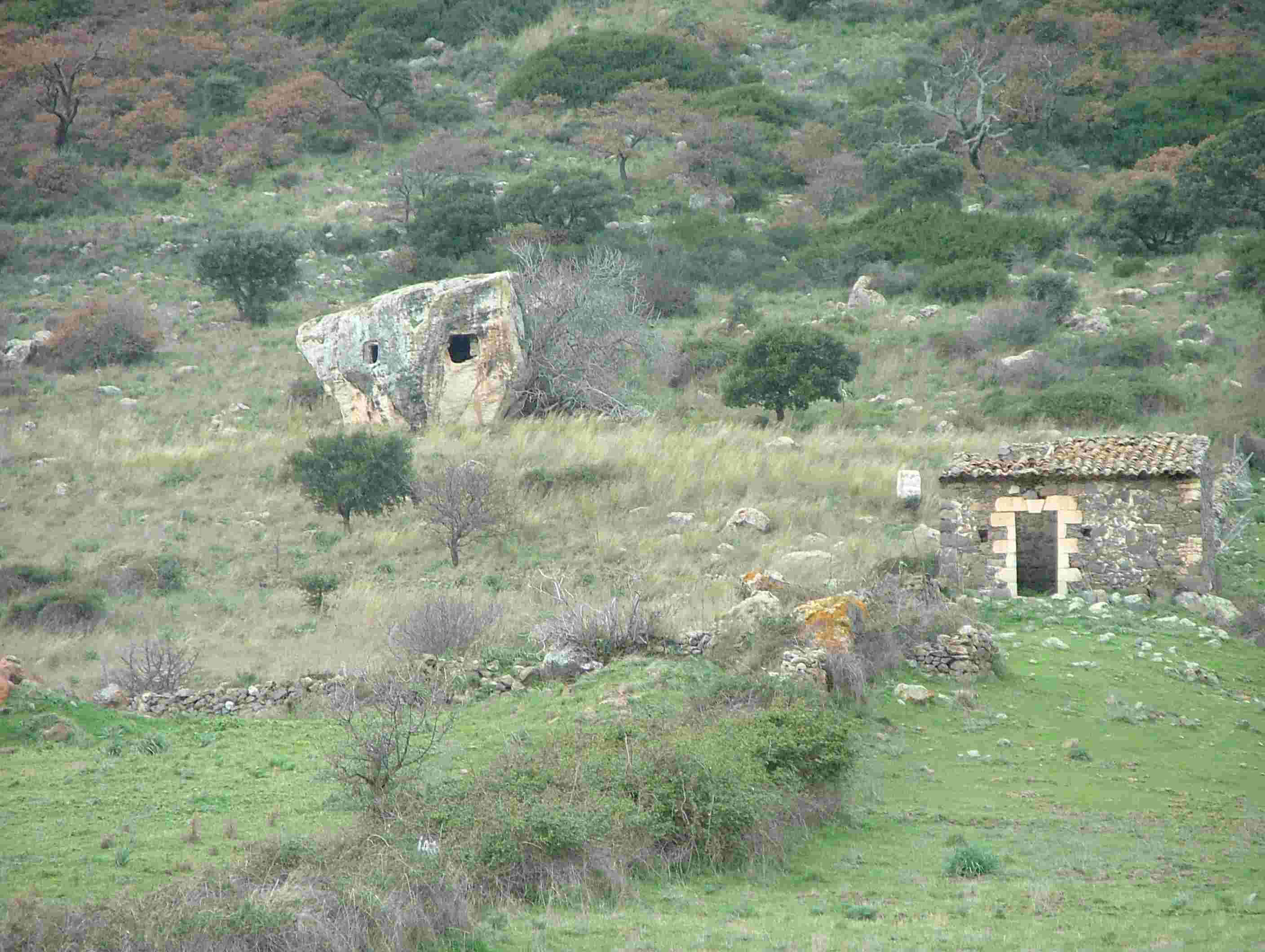
Su Crastu de Santu Eliseu

Su Crastu de Santu Eliseu (deutsch „Der Stein von Sant Elia“) liegt an den Hängen des Monte Santo bei Mores in der Metropolitanstadt Sassari auf Sardinien.
Der massige unförmige Stein von Sant Elia beherbergte zunächst Felsengräber Domus de Janas. Die Domus de Janas im Felsblock hatten verschiedene Räume und Fensteröffnungen. Das Denkmal wurde in frühchristlicher Zeit umgestaltet, wie man an der Orientierung der Fenster und an einem Altar feststellen kann. Seine Nutzung hat sich im Laufe der Zeit verändert, er war später Einsiedelei und frühchristliche Kirche.
Su Crastu de Santu Eliseu hat gewisse Ähnlichkeit mit Campu Luntanu und Paesanu. Anders als die vielen aus einer Felswand gemeißelten Anlagen, wurden auch diese in einem Monolithen erstellt, der sich aus einer Steilwand gelöst hatte. Dasselbe Phänomen trifft auf den Dwarfie Stane auf der Insel Hoy der schottischen Orkney zu.

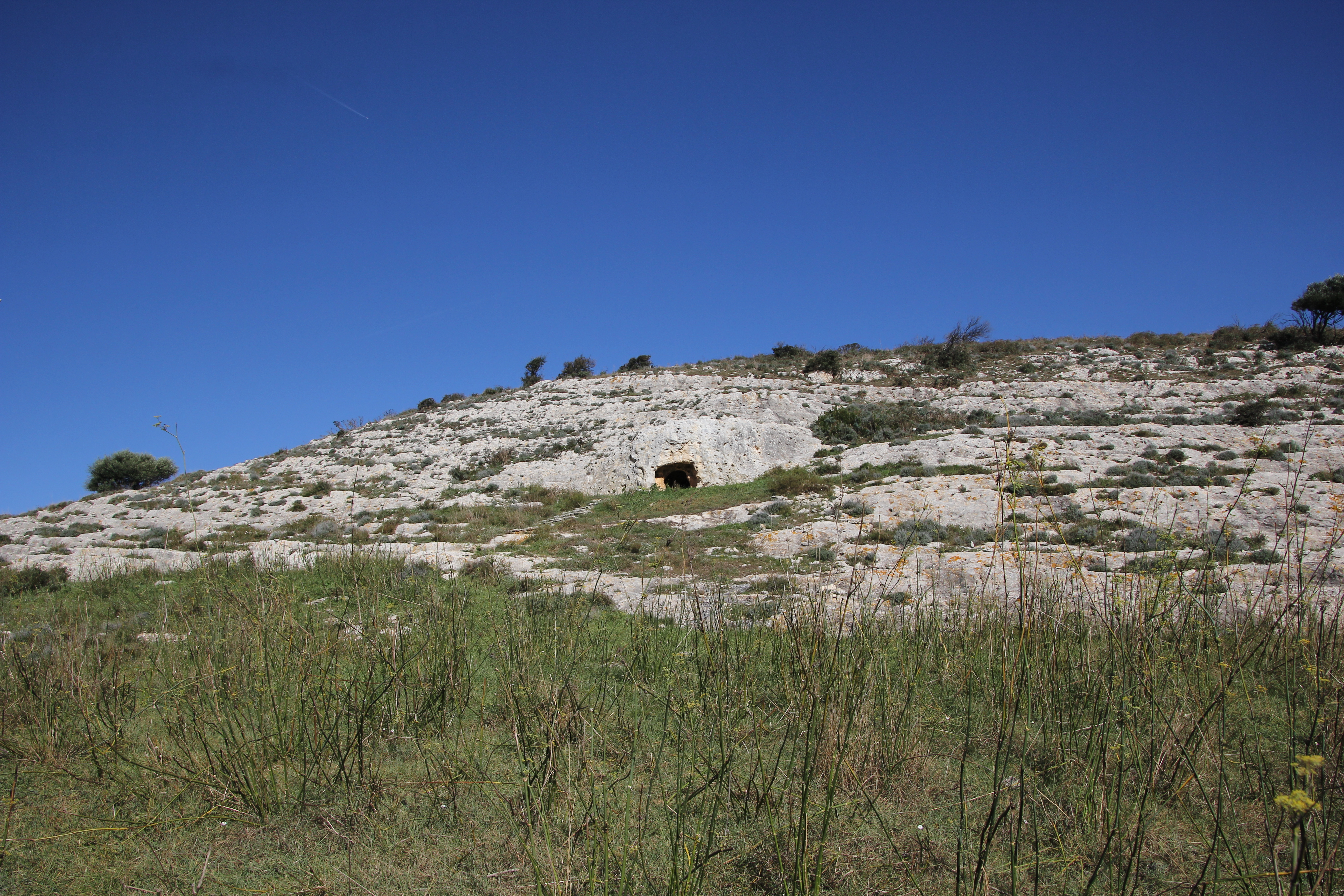
Su Stampu 'e sa Fata

Etwas höher als „Su Crastu“ gibt es die Domus de janas di Su Stampu 'e sa Fata; ähnliche Domus de Janas.